# Number Ones: Up Close and Personal
Tournées par Janet Jackson
Rock Witchu Tour
(2008) Unbreakable World Tour
(2015)
Number Ones - Up Close and Personal World Tour est la sixième tournée de l'artiste américaine Janet Jackson, à l'occasion de la sortie de sa seconde compilation, The Best (Number Ones aux États-Unis). Janet Jackson a visité trente-cinq villes en Asie, en Amérique du Nord, en Europe, en Australie, en Afrique et en Amérique du Sud, en demandant à ses fans de choisir une chanson parmi ses numéros 1 pour chaque ville.

## Genèse
En 2008, Janet Jackson sort l'album Discipline et embarque pour sa première tournée depuis sept ans, le Rock Witchu Tour. La tournée est écourtée à cause de vertiges de la chanteuse et les concerts en Asie sont annulés à cause de la crise économique de 2008. En 2009, elle sort sa seconde compilation, baptisée Number Ones pour les États-Unis et The Best pour le reste du monde. Alors qu'elle prévoit de partir en tournée, elle est occupée par le tournage des films Pourquoi je me suis marié aussi ? et Les Couleurs du destin, tous deux réalisés par Tyler Perry. À la même époque, elle publie un livre, True You, et fait face à la mort de son frère, Michael Jackson.
C'est lors d'un concert privé donné au Radio City Music Hall de New York que la chanteuse a l'idée d'embarquer pour une tournée intimiste. En novembre 2010, elle publie une vidéo sur son site officiel dans laquelle elle expose le concept de la tournée : une série de concerts intimistes dans des petites salles pour privilégier la proximité avec le public, où elle interprétera son catalogue de singles ayant atteint la première place de classements tels que le Billboard Hot 100, le Top 40 Mainstream, le Hot R&B/Hip-Hop Songs, le Hot Dance Club Songs, mais aussi l'Oricon, le Canadian Singles Chart, ou encore des classements européens ou australiens. Janet Jackson annonce passer par 35 villes, dont elle laisse le choix à ses fans. Elle prévoit de dédier une chanson à chaque ville et d'honorer vingt personnes pour les services rendus à leur communauté. En décembre, la première ville de la tournée est annoncée, il s'agit de Hong Kong.
En avril, des dates sont ajoutées en Amérique du Nord et en Europe, ainsi qu'en Australie, en Afrique, et en Amérique du Sud, des régions que Janet n'avait pas prévu de visiter.

## Synopsis
Le concert commence avec une vidéo dans laquelle Janet explique le concept du spectacle. Ensuite, un clip vidéo est diffusé. Différent pour chaque ville, il s'agit de la chanson que l'artiste a choisi de dédier au public. Janet Jackson fait son entrée vêtue d'une combinaison moulante argentée et interprète The Pleasure Principle, suivie de Control, What Have You Done for Me Lately et Feedback. Elle enchaîne avec You Want This et Alright, en reprenant les chorégraphies d'origine. Un interlude résume la carrière cinématographique de Janet, avec des extraits de Good Times, Poetic Justice, La Famille foldingue et Pourquoi je me suis marié aussi ?.
La chanteuse réapparait dans une robe couleur lavande incrustée de diamants pour interpréter une série de ballades en version acoustique : Nothing, Come Back to Me, Let's Wait Awhile et Again, qu'elle fait chanter au public. Un deuxième interlude intitulé Janet's Image montre les photographies les plus célèbres de la chanteuse, avant qu'elle ne revienne sur scène avec un gilet noir. Cette troisième partie est consacrée aux chansons d'amour, de Doesn't Really Matter à All for You, en passant par Love Will Never Do (Without You) et When I Think of You. Après une pause, Janet entonne That's the Way Love Goes.
Les musiciens interprètent une version instrumentale de What About le temps que Janet change de costume pour la partie rock, composée de Black Cat, If, Scream et Rhythm Nation.
Après un dernier interlude, Janet interprète son numéro un le plus récent à l'époque, Make Me, puis conclut le concert avec Together Again.
En plus des chansons citées précédemment, Janet a interprété All Nite (Don't Stop), Runaway, Call on Me, I Get Lonely, Diamonds, The Best Things in Life Are Free, Throb et When We Oooo lors de certains concerts.

## Programme

### Première partie
- Mindless Behavior (Amérique du Nord)
- Justice Crew (Australie)

Liste Des Chansons 
- The Pleasure Principle
- Control
- What Have You Done for Me Lately
- Feedback
- You Want This
- Alright
- Miss You Much
- Nasty
- Nothing
- Come Back to Me
- Let's Wait Awhile
- Again
- Doesn't Really Matter
- Escapade
- Love Will Never Do (Without You)
- When I Think of You
- All for You
- That's the Way Love Goes
- I Get Lonely
- Black Cat
- If
- Scream
- Rhythm Nation

Rappels
- Diamonds
- The Best Things in Life Are Free
- Throb
- Make Me
- Together Again

Liste Des Chansons

## Tour dates
| Date               | Ville                | Pays                | Salle                               | Chanson dédiée                                 |
| ------------------ | -------------------- | ------------------- | ----------------------------------- | ---------------------------------------------- |
| Asie               |                      |                     |                                     |                                                |
| 4 février 2011     | Manille              | Philippines         | PICC Plenary Hall                   | Go Deep                                        |
| 7 février 2011     | Singapour            | Singapour           | Singapore Indoor Stadium            | Someone to Call My Lover                       |
| 9 février 2011     | Jakarta              | Indonésie           | BSJCC Plenary Hall                  | All Nite (Don't Stop)                          |
| 14 février 2011    | Hong Kong            | Chine               | HKCEC Hall 5BC                      | If                                             |
| 18 février 2011    | Taipei               | Taïwan              | TWTC Nangang Exhibition Hall        | Because of Love                                |
| Amérique du Nord   |                      |                     |                                     |                                                |
| 3 mars 2011        | Hidalgo              | États-Unis          | State Farm Arena                    | All Nite (Don't Stop)                          |
| 4 mars 2011        | Houston              | États-Unis          | Reliant Stadium                     | Miss You Much                                  |
| 7 mars 2011        | Chicago              | États-Unis          | Chicago Theatre                     | All for You                                    |
| 8 mars 2011        | Chicago              | États-Unis          | Chicago Theatre                     | All for You                                    |
| 9 mars 2011        | Chicago              | États-Unis          | Chicago Theatre                     | All for You                                    |
| 12 mars 2011       | Toronto              | Canada              | Sony Centre for the Performing Arts | Come Back to Me                                |
| 13 mars 2011       | Toronto              | Canada              | Sony Centre for the Performing Arts | Come Back to Me                                |
| 15 mars 2011       | Boston               | États-Unis          | Wang Theatre                        | When I Think of You                            |
| 16 mars, 2011      | Uncasville           | États-Unis          | Mohegan Sun Arena                   | Nasty                                          |
| 18 mars 2011       | New York             | États-Unis          | Radio City Music Hall               | The Best Things in Life Are Free Rhythm Nation |
| 19 mars 2011       | New York             | États-Unis          | Radio City Music Hall               | The Best Things in Life Are Free Rhythm Nation |
| 21 mars 2011       | New York             | États-Unis          | Radio City Music Hall               | The Best Things in Life Are Free Rhythm Nation |
| 22 mars 2011       | Washington           | États-Unis          | DAR Constitution Hall               | I Get Lonely                                   |
| 24 mars 2011       | Washington           | États-Unis          | DAR Constitution Hall               | I Get Lonely                                   |
| 25 mars 2011       | Atlantic City        | États-Unis          | Borgata Event Center                | The Pleasure Principle                         |
| 26 mars 2011       | Atlantic City        | États-Unis          | Borgata Event Center                | The Pleasure Principle                         |
| 29 mars 2011       | Atlanta              | États-Unis          | Fox Theatre                         | Alright                                        |
| 31 mars 2011       | Saint-Louis          | États-Unis          | Fabulous Fox Theatre                | Call on Me                                     |
| 2 avril 2011       | Grand Prairie        | États-Unis          | Verizon Theatre at Grand Prairie    | Black Cat                                      |
| 3 avril 2011       | Austin               | États-Unis          | Moody Theater                       | Control                                        |
| 5 avril 2011       | Omaha                | États-Unis          | Qwest Center Arena                  | Let's Wait Awhile                              |
| 6 avril 2011       | Denver               | États-Unis          | Wells Fargo Theatre                 | Make Me                                        |
| 8 avril 2011       | Phoenix              | États-Unis          | Comerica Theatre                    | Again                                          |
| 9 avril 2011       | Santa Barbara        | États-Unis          | Santa Barbara Bowl                  | Doesn't Really Matter                          |
| 10 avril 2011      | Santa Barbara        | États-Unis          | Santa Barbara Bowl                  | Doesn't Really Matter                          |
| 14 avril 2011      | Los Angeles          | États-Unis          | Gibson Amphitheatre                 | All for You Together Again                     |
| 15 avril 2011      | Los Angeles          | États-Unis          | Gibson Amphitheatre                 | All for You Together Again                     |
| 16 avril 2011      | Los Angeles          | États-Unis          | Gibson Amphitheatre                 | All for You Together Again                     |
| 19 avril 2011      | San Francisco        | États-Unis          | Bill Graham Civic Auditorium        | Love Will Never Do (Without You)               |
| 20 avril 2011      | San Francisco        | États-Unis          | Bill Graham Civic Auditorium        | Love Will Never Do (Without You)               |
| 22 avril 2011      | Las Vegas            | États-Unis          | The Colosseum at Caesars Palace     | Escapade                                       |
| 23 avril 2011      | Las Vegas            | États-Unis          | The Colosseum at Caesars Palace     | Escapade                                       |
| 24 avril 2011      | Las Vegas            | États-Unis          | The Colosseum at Caesars Palace     | Escapade                                       |
| Europe,            |                      |                     |                                     |                                                |
| 17 juin 2011       | Oslo                 | Norvège             | Folketeatret                        | Again                                          |
| 19 juin 2011       | Copenhague           | Danemark            | Falkoner Theatre                    | Miss You Much                                  |
| 24 juin 2011       | Berlin               | Allemagne           | Tempodrom                           | Rhythm Nation                                  |
| 26 juin 2011       | Paris                | France              | Olympia                             | Runaway                                        |
| 27 juin 2011       | Paris                | France              | Olympia                             | Runaway                                        |
| 30 juin 2011       | Londres              | Angleterre          | Royal Albert Hall                   | Nasty                                          |
| 2 juillet 2011     | Londres              | Angleterre          | Royal Albert Hall                   | Nasty                                          |
| 3 juillet 2011     | Londres              | Angleterre          | Royal Albert Hall                   | Nasty                                          |
| 5 juillet 2011     | Dublin               | Irlande             | Grand Canal Theatre                 | Let's Wait Awhile                              |
| 5 juillet 2011     | Monte-Carlo          | Monaco              | Salle des Etoiles                   | Escapade                                       |
| 9 juillet 2011     | Monte-Carlo          | Monaco              | Salle des Etoiles                   | Escapade                                       |
| 12 juillet 2011    | Barcelone            | Espagne             | Plaça Major                         | Love Will Never Do (Without You)               |
| Amérique du Nord,  |                      |                     |                                     |                                                |
| 1er août 2011      | Montréal             | Canada              | Centre Bell                         | All For You                                    |
| 3 août 2011        | Hamilton             | Canada              | Hamilton Place Theatre              | Love Will Never Do (Without You)               |
| 4 août 2011        | Bethel               | États-Unis          | Bethel Woods Center for the Arts    | Alright                                        |
| 6 août 2011        | Holmdel              | États-Unis          | PNC Bank Arts Center                | Feedback                                       |
| 8 août 2011        | Upper Darby Township | États-Unis          | Tower Theater                       | I Get Lonely                                   |
| 9 août 2011        | Portsmouth           | États-Unis          | NTelos Wireless Pavilion            | The Pleasure Principle                         |
| 11 août 2011       | Cincinnati           | États-Unis          | PNC Pavilion                        | Alright                                        |
| 12 août 2011       | Cleveland            | États-Unis          | Jacobs Pavilion at Nautica          | When I Think of You                            |
| 14 août 2011       | Milwaukee            | États-Unis          | Milwaukee Theatre                   | You Want This                                  |
| 16 août 2011       | Détroit              | États-Unis          | Fox Theatre                         | The Best Things in Life Are Free               |
| 19 août 2011       | Minneapolis          | États-Unis          | Orpheum Theatre                     | Control                                        |
| 12 août 2011       | Des Moines           | États-Unis          | Iowa State Fair Grandstand          | Diamonds                                       |
| 22 août 2011       | Kansas City          | États-Unis          | Starlight Theatre                   | What Have You Done for Me Lately               |
| 26 août 2011       | Vancouver            | Canada              | Queen Elizabeth Theatre             | Miss You Much                                  |
| 29 août 2011       | Seattle              | États-Unis          | McCaw Hall                          | Nasty                                          |
| 30 août 2011       | Portland             | États-Unis          | Keller Auditorium                   | What Have You Done For Me Lately               |
| 1er septembre 2011 | Los Angeles          | États-Unis          | Greek Theatre                       | Scream                                         |
| Asie               |                      |                     |                                     |                                                |
| 13 octobre 2011    | Abou Dabi            | Émirats arabes unis | Yas Arena                           | That's the Way Love Goes                       |
| Australie          |                      |                     |                                     |                                                |
| 18 octobre 2011    | Perth                | Australie           | Burswood Theatre                    | If                                             |
| 22 octobre 2011    | Adélaïde             | Australie           | Festival Theatre                    | Any Time, Any Place                            |
| 2 novembre 2011    | Gold Coast           | Australie           | GCCEC Arena                         | Got 'til It's Gone'                            |
| 3 novembre 2011    | Melbourne            | Australie           | Rod Laver Arena                     | You Want This                                  |
| 5 novembre 2011    | Sydney               | Australie           | Opéra de Sydney                     | Runaway                                        |
| 8 novembre 2011    | Sydney               | Australie           | Opéra de Sydney                     | Runaway                                        |
| Afrique            |                      |                     |                                     |                                                |
| 11 novembre 2011   | Johannesbourg        | Afrique du Sud      | The Teatro at Montecasino           | Scream                                         |
| 12 novembre 2011   | Johannesbourg        | Afrique du Sud      | The Teatro at Montecasino           | Scream                                         |
| 15 novembre 2011   | Le Cap               | Afrique du Sud      | Grand Arena at Grand West Casino    | Miss You Much                                  |
| North America,     |                      |                     |                                     |                                                |
| 26 novembre 2011   | Las Vegas            | États-Unis          | The Colosseum at Caesars Palace     | Rhythm Nation                                  |
| 1er décembre 2011  | Palm Springs         | États-Unis          | McCallum Theatre                    | Love Will Never Do (Without You)               |
| 4 décembre 2011    | Tampa                | États-Unis          | Morsani Hall                        | All For You                                    |
| 5 décembre 2011    | Miami Beach          | États-Unis          | The Fillmore Miami Beach            | Together Again                                 |

Concerts annulés et reportés
| 17 août 2011    | Indianapolis, Indiana | Hoosier Lottery Grandstand | Annulé à cause de l'effondrement de la scène.        |
| 26 octobre 2011 | Melbourne, Australie  | State Theatre              | Reporté au 3 novembre et déplace au Rod Laver Arena. |
| 27 octobre 2011 | Melbourne, Australie  | State Theatre              | Reporté au 3 novembre et déplacé au Rod Laver Arena. |
| 29 octobre 2011 | Melbourne, Australie  | State Theatre              | Reporté au 3 novembre et déplacé au Rod Laver Arena  |
| 6 novembre 2011 | Sydney, Australie     | Opéra de Sydney            | Annulé.                                              |
| 9 décembre 2011 | São Paulo, Brésil     | Credicard Hall             | Annulé à cause d'un tournage,.                       |